# بر أفتاب أكبر (تشيلو)
بر أفتاب أكبر (بالفارسية: برآفتاب اکبر) هي منطقة سكنية تقع في إيران في قسم تشيلو الريفي. يقدر عدد سكانها بـ 53 نسمة بحسب إحصاء 2016.